# Enceinte de Meursac
L'enceinte de Meursac est située à Meursac, en France. L'immeuble a été classé au titre des monuments historiques en 1936.

## Historique
Le bâtiment est classé au titre des monuments historiques par arrêté du 6 juin 1936.